# 아피아 공원
아피아 공원(Apia Park)은 사모아의 수도 아피아에 위치한 다목적 스포츠 경기장이다.
이 공원은 경마장을 건설하기 위해 독일인 무역업자가 1908년 구입한 땅으로 아피아 스포츠클럽이 본격적인 경마장으로 만들었다. 첫 경기는 1910년 10월 22일 카이저 탄신일에 열렸다. 이후 정기적으로 경마대회가 열리다가 1차대전 후 독일이 패망하고 뉴질랜드가 서사모아를 접수하게 되자 뉴질랜드 정부는 이 경마장을 시민공원으로 개조했다.이 공원에서는 지금도 럭비같은 각종 스포츠행사가 열린다. 1983년에는 남태평양게임을 이곳에서 개최했으며 지금도 해마다 럭비 및 축구대회가 열리고 있다.